# The London Dungeon

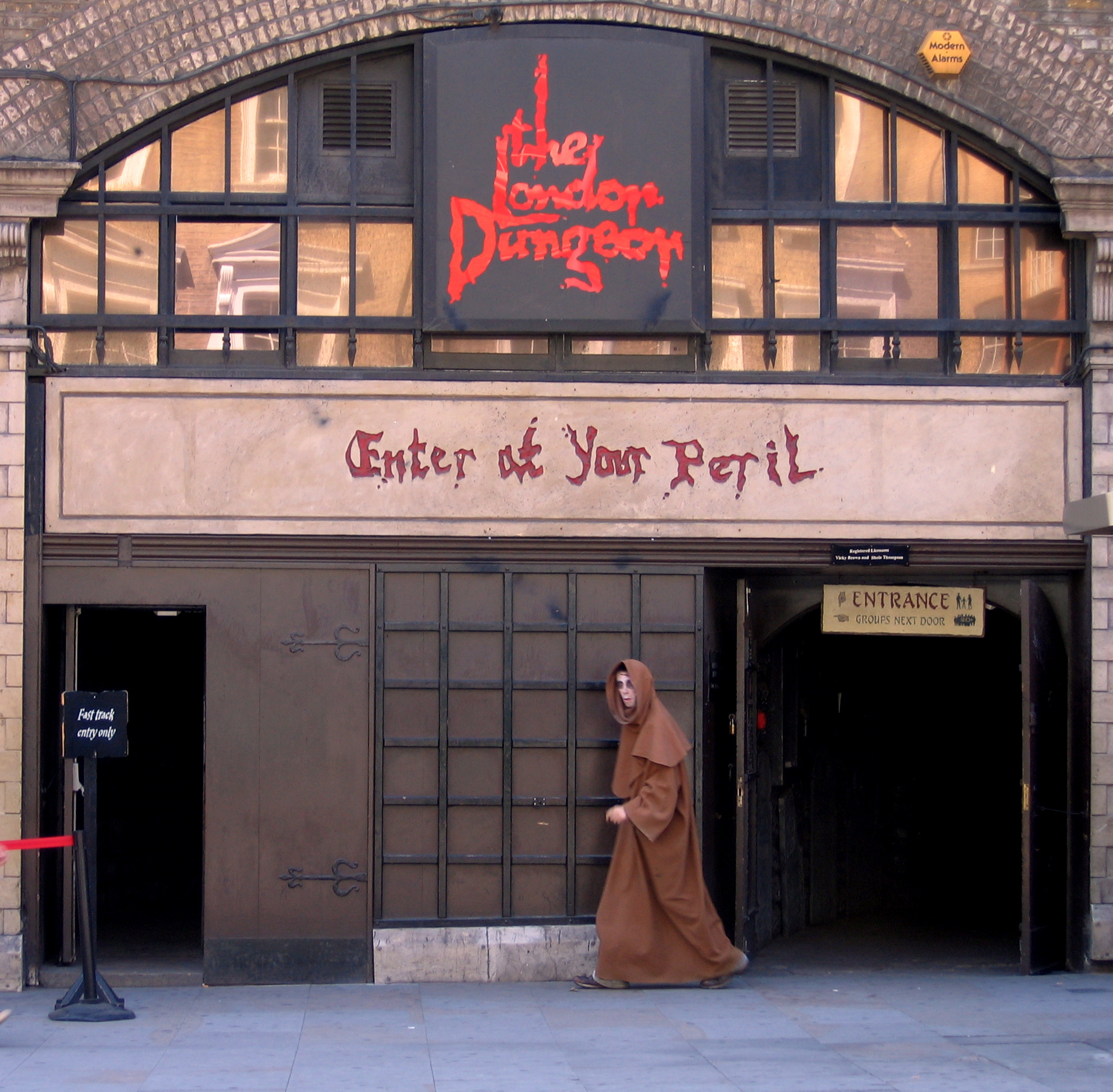
Entrata principale del London Dungeon.

Il London Dungeon è un'attrazione turistica situata a Londra. Il 31 gennaio 2013, the London Dungeon chiude le sue porte dopo 39 anni presso Tooley Street, London Bridge. L'attrazione si sposta presso County Hall sulla South Bank, di fronte alla EDF Energy London Eye nel marzo 2013. Al suo interno sono ricreati, utilizzando attori, effetti speciali e opportune scenografie, alcuni eventi della storia di Londra, con particolare predilezione per quelli macabri e sanguinosi.
Aperta nel 1976, e inizialmente pensata come un "Museo della storia orribile", il Dungeon si è in seguito trasformato in una specie di attrazione da luna park, con una serie di esperienze interattive che si succedono in sequenza.
Grazie al suo successo sono state in seguito aperte altre attrazioni simili ad Amburgo (Hamburg Dungeon), York (York Dungeon), Edimburgo (Edinburgh Dungeon) e nel 2005 anche ad Amsterdam (Amsterdam Dungeon).

## Elenco delle attrazioni
- Torture (Tortura): All'interno del Dungeon, prima del labirinto si possono trovare numerosi modelli di torture.
- Labyrinth of the Lost (Labirinto dei perduti): Uno dei più grandi labirinti di specchi del mondo.
- The Great Plague (La grande pestilenza): Ricostruzione della pestilenza di Londra del 1665.
- Sweeney Todd Attrazione basata sulla figura del barbiere assassino Sweeney Todd.
- Traitor: Boat Ride to Hell (Navigando verso l'inferno): Su delle barche si replica l'ultimo viaggio dei condannati verso la torre di Londra.
- Jack the Ripper (Jack lo squartatore): Attrazione basata sulla figura del noto serial killer Jack lo Squartatore.
- Great Fire of London (Il grande fuoco di Londra): Ricostruzione dell'incendio di Londra del 1666.
- Bloody Mary: Killer Queen (Maria la Sanguinaria: Regina omicida): viene simulato il rogo di un visitatore.
- Extremis: Drop Ride to Doom (Cavalcata verso la dannazione): Si simula il trasporto dei criminali alla prigione di Newgate

## Musica
- Nell'album 12 Hits from Hell del gruppo Horror Punk dei Misfits è contenuta una canzone chiamata London Dungeon.

## Critiche
Nel luglio del 2010 l'organo di controllo delle locandine e dei vari servizi pubblicitari del Regno Unito ha vietato l'affissione e la divulgazione di un poster del London Dungeon giudicato troppo inquietante per essere visto da un bambino qualunque. Il poster realizzato tramite software digitali consiste in un ritratto di Maria I d'Inghilterra trasformata in uno zombie molto spaventoso.